# Oumaima Atif
Oumaima Atif, née le 4 février 1996, est une escrimeuse marocaine.

## Carrière
Oumaima Atif est médaillée de bronze en fleuret par équipe aux Jeux africains de 2019.